# VIA C7
VIA C7（ヴィア　シー・セブン）は台湾VIA Technologiesが販売するx86互換プロセッサである。同社VIA C3の後継製品である。

## 概要
VIA C7は2005年5月にVIA Technologiesが発表したx86互換プロセッサである。開発コードはEsther (C5J)。設計はCyrixIIIおよびC3同様、わずか100人足らずの技術者からなる旧Centaurチームが担当した。
従来の同社CPU同様、低価格・低消費電力・使用頻度の高いアプリケーションにフォーカスした性能設計となっており、トータル性能では競合他社製品に劣る面も多い。しかし省電力性については中国標準化認証センターから省エネ認定を受けるなど評価がされており、カーボンフリープロセッサとして省エネ面でのアピールも行われている。
C7はCPU単体では販売されず、主に21mm四方のNanoBGA2パッケージでマザーボードにオンボード搭載された状態で販売されているが、VIA EPIA PNシリーズにおいて例外的にMicro PGA479パッケージのC7が搭載された。しかしこれは同マザーボードのオンボード扱いであり、他のSocket 479対応マザーボードでの動作は想定されていない。
C7は公式には2005年5月に出荷開始となっていたが、市場調査によると、量産品はその時には出荷していなかった。2006年5月にVIAとインテルとのクロスライセンスの期限が切れたが更新されなかった。これは、2006年5月31日にはC3の出荷を終了しなければならなかったからである。またこれにより、VIAはSocket 370に対する製品化の権利を失った。

### 設計方法論
競合他社は一般的にはトランジスタ増大による性能向上策を採用するが消費電力の増加も招く。一方、VIA/Centaurは同社の伝統であるバランスの取れたパフォーマンスを目指す手法をとった。
- C3シリーズの設計哲学の基本は、もし効果的な「フロントエンド」すなわちプリフェッチやキャッシュ、分岐予測機構などを取り入れたならば、複雑なスーパスカラやアウトオブオーダーを備えたコアに対して、インオーダーのシンプルなコアの方がリーズナブルな性能がでる、というものだった。
- この記事に書かれている通り、C7の場合、設計チームはより一層チップの「フロントエンド」、すなわちプリフェッチ機構と同様にキャッシュのサイズやウェイ数、スループットに注力するようになった。

## 特徴

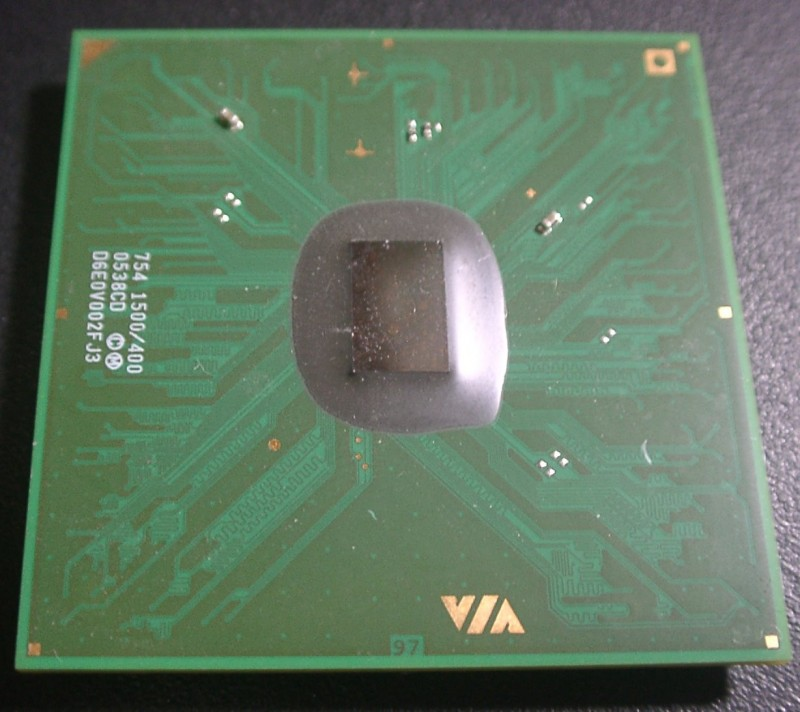
VIA C7-D(microPGA479版)

- クロック周波数2GHzにして20W以下の低TDP。それに対して、インテルDothanコアの2.0GHz Pentium Mでは、21W (FSB 400MHz) ないし27W (FSB 533MHz) のTDPである。
- L2キャッシュは64kBから128kBに増え、C3では16ウェイセットアソシエイティブだったのがC7では32ウェイセットアソシエイティブに増加。
- VIAはC7バスは物理的にはPentium MのSocket479パッケージをベースとしているが、法的侵害を避けるためにIntelのAGTL+ Quad Pump式バスの代わりに独自の信号形式のVIA V4バスを使用している、とVIAは発表している。評論家たちは同じマザーボードにPentium MとC7両方を挿すことができることに気づいた。これは報道によればVIAのFlexi-Bus technologyによるもので、CPUを自動判別するものだとしている。
- Twin Turboテクノロジーは2つのPLLから構成され、一つが高速なクロックで動作し、もう一方が低速なクロックで動作している。これによりプロセッサのクロックをたった1クロックで調整できる。これはインテルのSpeedStep テクノロジと比べて非常に速く、より高度な電力管理ができる。
- 拡張命令であるSSE2とSSE3をサポート。
- バッファオーバーフローの低減やウィルス攻撃に対する防御としてNXビットを導入。
- SHA-1とSHA-256のハードウェアレベルでサポート。
- 公開鍵暗号のために32k長までの鍵サイズをサポートするモンゴメリ乗算をハードウェアレベルでサポート。
- IBM半導体部門によって開発された90nmのSOI製造プロセスへの移行。

## バリエーション
販売されているC7には3つの主なバージョンがある。ただしこれらを総称し単にC7と呼称されることが多い。
| 種別       | 用途                 | クロック      | FSB(MHz)    | パッケージ           | 省電力技術          |
| ---------- | -------------------- | ------------- | ----------- | -------------------- | ------------------- |
| C7 C7 Eden | デスクトップPC・組込 | 533MHz-2.0GHz | 400/533/800 | MicroPGA479 NanoBGA2 | ?                   |
| C7-D       | デスクトップPC・組込 | 1.5-2.0GHz    | 400/533     | MicroPGA479 NanoBGA2 | ?                   |
| C7-M       | ノートPC・組込       | 1.5-2.0GHz    | 400         | NanoBGA2             | Enhanced PowerSaver |
| C7-M ULV   | ノートPC・組込       | 1.0-1.5GHz    | 400         | NanoBGA2             | Enhanced PowerSaver |
| PV530      | デスクトップPC・組込 | 1.8GHz+       | 800         | NanoBGA2             | Enhanced PowerSaver |

## 採用例
VIA C3同様、主にVIA社製Mini-ITXマザーボードにオンボード搭載されて組込市場で利用されている他、英国Evesham Technology、 Tranquil PCのカーボンフリーPC、米国Everex Systemsのノートパソコン、OQO model 02や一部のUMPCにも採用がされた。
さらに2008年にはヒューレット・パッカードがC7-Mを採用したHP2133 Mini-NotePCを発表。VIA社プロセッサが大手PCメーカーの機種に採用された初の例となり、国内でも注目を集めた。
従来の同社CPUと比較し、着実にPC市場での存在感を高めている。